# Doctor Chapatín
El doctor Chapatín es un personaje creado e interpretado por el actor mexicano Roberto Gómez Bolaños. Es un médico ya muy entrado en años, un poco demente, incompetente y muy olvidadizo.
Apareció por primera vez en 1968 en el programa: Los supergenios de la mesa cuadrada, una parodia de las mesas redondas de análisis de aquella época. Ahí se llamaba doctor Chespirito Chapatín y se dedicaba a contestar cartas de televidentes, de las cuales nunca daban respuestas concretas sino absurdas. Luego pasó a tener su propio segmento en el nuevo programa Chespirito. Al cancelarse la serie, continuó su segmento como intermedio en los programas El Chapulín Colorado y El Chavo del 8, y desde 1980 hasta 1995 continuó dentro de la serie Chespirito.
Participó en varias películas de Chespirito: El Chanfle (1979), El Chanfle 2 (1982), Don Ratón y don Ratero (1983) y Charrito (1984).

## Descripción del personaje
De carácter irascible, su humor es sarcástico y siempre trae consigo una bolsita de papel, que contiene los rencores, las envidias y sus defectos, para que no se le escaparan nunca y así no soltarlos para ofender a la gente (según dijo Roberto Gómez Bolaños en 2011), y que él usa para golpear a algunos problemáticos que de alguna manera insinúen que él es viejo. Cuando él hace su pregunta "¿Insinúa que soy viejo?", generalmente la respuesta es negativa, seguida de cierta afirmación de alguna persona que contradice la primera parte. P. ej.: «No, claro que no, pero qué se me hace que usted la primera vez que viajó fue en el dinosaurio de las 8:30».
El doctor Chapatín es un viejito tierno y coqueto; es un tanto agitado, y siempre ejerce la profesión de médico durante varias épocas y por situaciones económicas.
El sentido del humor del doctor Chapatín es satírico y burlesco. Es un anciano necio a veces, que ya no escucha bien. Es impaciente y con carácter fuerte, pero no tanto como para soportar ciertos gajes del oficio, de modo que se deslinda de sus responsabilidades con el pretexto de que le da cosa (lleva sus manos a la cara abriendo y cerrando los dedos). Cuando se enoja, agarra a bolsazos a cualquiera que se le ponga enfrente; sobre todo, si tienen el atrevimiento de sugerir que el doctor Chapatín es viejo.
Promueve el uso del jarabe de bisbiluriparangalicutirimicuarodol y de los comprimidos de bisbiluriparangalicutirimicuarolina, y si no hay ninguno de estos medicamentos en la farmacia promueve el uso de pastillas de menta.
Siempre suele estar en su consultorio, que es atendido por su guapa y leal enfermera, papel interpretado primero por María Antonieta de las Nieves y luego por Florinda Meza desde los 70 hasta los 90.
Generalmente el doctor Chapatín intenta sacar el máximo de dinero a sus pacientes, ya sea haciéndoles intervenciones quirúrgicas innecesarias, o pidiéndoles que paguen la consulta por adelantado, lo que no siempre agrada a sus pacientes. Se ha visto que hasta fuma en ocasiones en consultas.
Su consultorio era el típico en México hace muchos años, con un esqueleto humano por ejemplo, también solía tener un gramófono, una máquina de escribir, persianas, un escritorio, varios libreros y un teléfono de disco.
Una de sus tácticas comerciales que ha empleado para ganar pacientes es ir personalmente a tocar a las casas para dar consultas y que le paguen.
Algunas de sus frases más utilizadas eran: «¡Insinúa que soy viejo!» (cuando alguien lo llama viejo y se empieza a molestar dándole varios golpes con la bolsa que lleva); «¡Ya me dio cosa!» o «¡Me da cosa!» (al hacer ruido en los dedos cuando algo le da asco, nervios, pena y miedo.); «Hay que operar inmediatamente» y «En mi bolsa traigo... Queles... ¡Qué les importa!».

## Capítulos en los que participó
- Se busca una enfermera (versión de 1981).
- Se busca una nueva secretaria (versión de 1994).
- La paciente desmayada  (versión de 1994).
- El paciente nervioso (versiones de 1980 y 1987) (con el sargento Refugio Pazguato).
- El vendedor de poemas (versión de 1994).
- Doña Nieves en la delegación (versión de 1981) (con doña Nieves).
- Doña Nieves en la posada (versión de 1980) (con doña Nieves).
- Doña Nieves en el cine (versiones de 1980 y 1991) (con doña Nieves).
- Los desmayos de doña Nieves (versión de 1992) (con doña Nieves).
- El bandido del hospital (episodio perdido de 1974 y 1980, de El Chapulín Colorado).
- El contrabando en el parque (versiones de 1972, 1978 y 1982).
- Las tarifas del doctor (versiones 1972, 1977, 1980, 1985 y 1991).
- El boxeador malherido (versiones de 1972, 1977, 1980, 1983 y 1992).
- La indigestión (versiones de 1972, 1977, 1980 (con la Chimoltrufia) y 1995).
- La autopsia (versiones de 1973, 1980 y 1991).
- El doctor en la prisión (versiones de 1975, 1980 y 1988) (con el sargento Refugio Pazguato).
- Las fotografías en el museo (versiones de 1973 y 1981).
- Los vendedores ambulantes (versiones de 1980, 1988 y 1994) (con el sargento Refugio Pazguato).
- El juicio del doctor (versiones de 1972, 1977, 1981 y 1988).
- El pañuelo en el parque (versiones de 1974, 1980 y 1988).
- Enfermos por conveniencia (versiones 1972, 1977, 1980 y 1987).
- El asalto fallido (versiones de 1980, 1982 y 1992).
- El futuro difunto (versiones de 1973, 1977, 1981 y 1988).
- El discurso de la boda (versiones de 1973, 1980 y 1986).
- Las fichas del hospital (versiones de 1973 y 1977).
- Los asaltantes de banco (versiones de 1973, 1975, 1980, 1986 y 1988) (con Jaimito el Cartero).
- La filmación interrumpida (versiones de 1974, 1978, 1982 y 1991).
- Se necesitan pacientes (versiones de 1977, 1980, 1982, 1992 y 1995).
- El reloj perdido (versiones de 1974, 1977, 1981, 1986 y 1995).
- Una mosca en el café (versiones de 1977 y 1995) (con el sargento Refugio Pazguato).
- Una perla en el restaurante (versiones de 1973 y 1995).
- El torero malherido (versiones de 1972, 1975, 1977, 1983 y 1990).
- El limosnero en el parque (versiones de 1983 y 1987).
- La dieta (versión de 1981).
- Las asesinas de mendigos (versión de 1982).
- El gato (versiones de 1973, 1977, 1981, 1986 y 1991).
- La enfermera superestrella (versión de 1980).
- El partido de fútbol (versiones de 1975, 1977, 1979, 1982, 1987 y 1994).
- Discusión por el penalti (versiones de 1978, 1981 y 1987).
- El doctor es un asesino (versiones de 1976, 1978, 1980, 1984, 1987 y 1994).
- El perro en el ferrocarril (versiones de 1980, 1986 y 1995).
- Clases de golf (versiones de 1973, 1977, 1980 y 1985).
- El remedio para dormir (versiones de 1980 y 1984).
- El dolor en el hígado (versiones de 1984, 1987 y 1992).
- El dolor en el riñón (versiones de 1984, 1989 y 1995)
- Un encuentro en el parque. (versiones de 1972 (con doña Nieves), 1980 y 1987).
- El intercambio de peso (versiones de 1973, 1980, 1983 y 1995).
- El frutero y la tartamuda (versiones de 1973, 1978 y 1981).
- El insomnio de la enfermera (versiones de 1982 y 1988).
- Los desmayos de la enfermera (versiones de 1983 y 1987).
- El doctor en el gimnasio (versión de 1982).
- Los asaltantes de banco (versiones de 1972, 1975, 1977, 1980, 1986 y 1988) (ambas con Jaimito el Cartero).
- El hotel Emporio (versiones de 1980, 1984 y 1991) (Con doña Nieves y Los Chifladitos).
- La fila del banco (versiones de 1974, 1980, 1984 y 1995) (con el sargento Refugio Pazguato).
- Un beso para la enfermera (versiones de 1975, 1983, 1988 y 1990).
- La niña malcriada (versión de 1981) (con el profesor Jirafales).
- El Rajá de Kalambur (versiones de 1977, 1980 y 1982).
- El pasajero majadero (versiones de 1972, 1980 y 1986).
- La boda de la enfermera (versiones de 1973 y 1983).
- El intercambio de expedientes (versiones de 1975, 1977, 1981 y 1985).
- Las radiografías (versiones de 1976, 1980, 1984, 1989 y 1994).
- El doctor desmemoriado (versiones de 1983, 1987 y 1994).
- El invento del doctor (versiones de 1981, 1984 y 1992).
- Examen a los soldados (versiones de 1973, 1981 y 1985).
- Examen a los ingenieros (versión de 1995).
- El radio del paciente (versiones de 1980 y 1984).
- El insomnio de la paciente (version de 1992).
- «Los automóviles se afinan en do mayor» y el video musical «La carcachita» en ese mismo episodio (El Chapulín Colorado).
- «De médico, Chapulín y loco todos tenemos un poco» (episodio de El Chapulín Colorado).
- «El doctor Chapatín en la vecindad»/«El señor Barriga en el hospital» (episodio perteneciente al Chavo del 8, de 1980).
- «El maestro de los disfraces» (episodio de El Chapulín Colorado, de 1992). como participación especial con la enfermera.
- «El dinero perdido» (episodio de la 2.ª temporada de El Chavo animado) como cameo.
- «Quico se manchó» (episodio de la 7.ª temporada de El Chavo animado) como participación especial.

Entre otros.